# خرگوش ماه
خرگوش ماه اشاره ای به فولکلور آسیایی است که لکه روی ماه را به صورت خرگوشی تصور کرده‌اند که بر روی آن زندگی می‌کند و مشغول آماده‌کردن اکسیر حیات است. هر چند این فولکولور از چین نشات گرفته ولی تفسیرهایی متفاوتی در ژاپن و کره دارد. فولکلور متفاوتی از شخصیت‌های خرگوش ماه در بین فرهنگ‌های بومی قارهٔ آمریکا نیز ظهور دارد.